# Matewan (Virginie-Occidentale)
Matewan est une ville américaine située dans le comté de Mingo en Virginie-Occidentale.
Selon le recensement de 2010, Matewan compte 499 habitants. La municipalité s'étend sur 0,56 milles carrés (1,45 km2).
Matewan devient une municipalité le 16 septembre 1895. Elle doit son nom à la ville de Matteawan, dans l'État de New York, dont était originaire l'ingénieur civil qui a dessiné la ville,.
En 1920, s'y déroule la bataille de Matewan, adaptée au cinéma dans le film Matewan.